# Тома Попстоянов
Тома (Томе) Попстоянов Узунов Хаджиглигоров (изписване до 1945 година: Тома попъ Стояновъ) е български революционер, деец на Вътрешната македоно-одринска революционна организация.

## Биография
Стоянов е роден в 1887 година в сярското село Мелникич, което тогава е в Османската империя, днес в Гърция. Завършва право в турско висше училище. В 1902 година влиза във ВМОРО. От 1907 до 1908 година е председател на Струмишкия околийски революционен комитет, докато е учител в града. В 1908 година е четник на Христо Чернопеев. В 1911 година в Цариград издава учебник по отечествена история.
В 1912 година при избухването на Балканската война е доброволец в Македоно-одринското опълчение и е секретар на четата на Георги Занков. По-късно служи в Нестроевата рота на 11 сярска дружина. Награден е с бронзов медал „За заслуга“. В 1913 година гръцки войски убиват в Долна Джумая баща му отец Стоян.
През Първата световна война служи като запасен подпоручик в 65 пехотен полк.
След войните живее в София. Председател и първи почетен председател на Българската земеделска банка.